# José Manuel Ocampo
José Manuel Ocampo fue un político peruano. 
Fue elegido diputado por la entonces provincia cusqueña de Abancay entre 1868 y 1871 durante el gobierno de José Balta y reelecto en 1872.
Durante su gestión, tuvo un esencial papel en la creación del departamento de Apurímac mediante la separación de las provincias cusqueñas de Aymaraes, Cotabambas y Abancay y la provincia ayacuchana de Andahuaylas. El proyecto de ley fue presentado tanto por él como por el diputado por Cotabambas Rufino Montesinos Ugarteche para la creación del nuevo departamento que debía llevar el nombre "Departamento de Entre Ríos" siendo que el 17 de abril de 1873 se oficializa la nueva unidad territorial pero con el nombre de departamento de Apurímac. Asimismo, Ocampo junto con Montesinos y el senador cusqueño Manuel Benigno de la Torre apoyaron la moción de que sea la ciudad de Abancay la capital del nuevo departamento presentada por el diputado abancaíno Benjamín Herencia Zevallos. En función de ello, desde 1874 fue considerado diputado por el departamento de Apurímac